# Neuville-Saint-Amand
Neuville-Saint-Amand ist eine französische Gemeinde mit 857 Einwohnern (Stand: 1. Januar 2022) im Département Aisne in der Region Hauts-de-France. Sie gehört zum Arrondissement Saint-Quentin und zum Kanton Saint-Quentin-3. Die Einwohner werden Neuvillois genannt.

## Geographie
Neuville-Saint-Amand ist eine banlieue südöstlich der Stadt Saint-Quentin und liegt auf einem leicht erhöhten Plateau zwischen den Flüssen Oise und Somme. Nachbargemeinden von Neuville-Saint-Amand sind Harly im Norden, Mesnil-Saint-Laurent im Nordosten, Sissy im Osten, Itancourt im Südosten, Urvillers im Süden, Gauchy im Westen sowie Saint-Quentin im Nordwesten.

## Bevölkerungsentwicklung
| Jahr                       | 1962 | 1968 | 1975 | 1982 | 1990 | 1999 | 2006 | 2012 | 2022 |
| -------------------------- | ---- | ---- | ---- | ---- | ---- | ---- | ---- | ---- | ---- |
| Einwohner                  | 819  | 870  | 725  | 732  | 916  | 908  | 849  | 882  | 857  |
| Quellen: Cassini und INSEE |      |      |      |      |      |      |      |      |      |

## Sehenswürdigkeiten

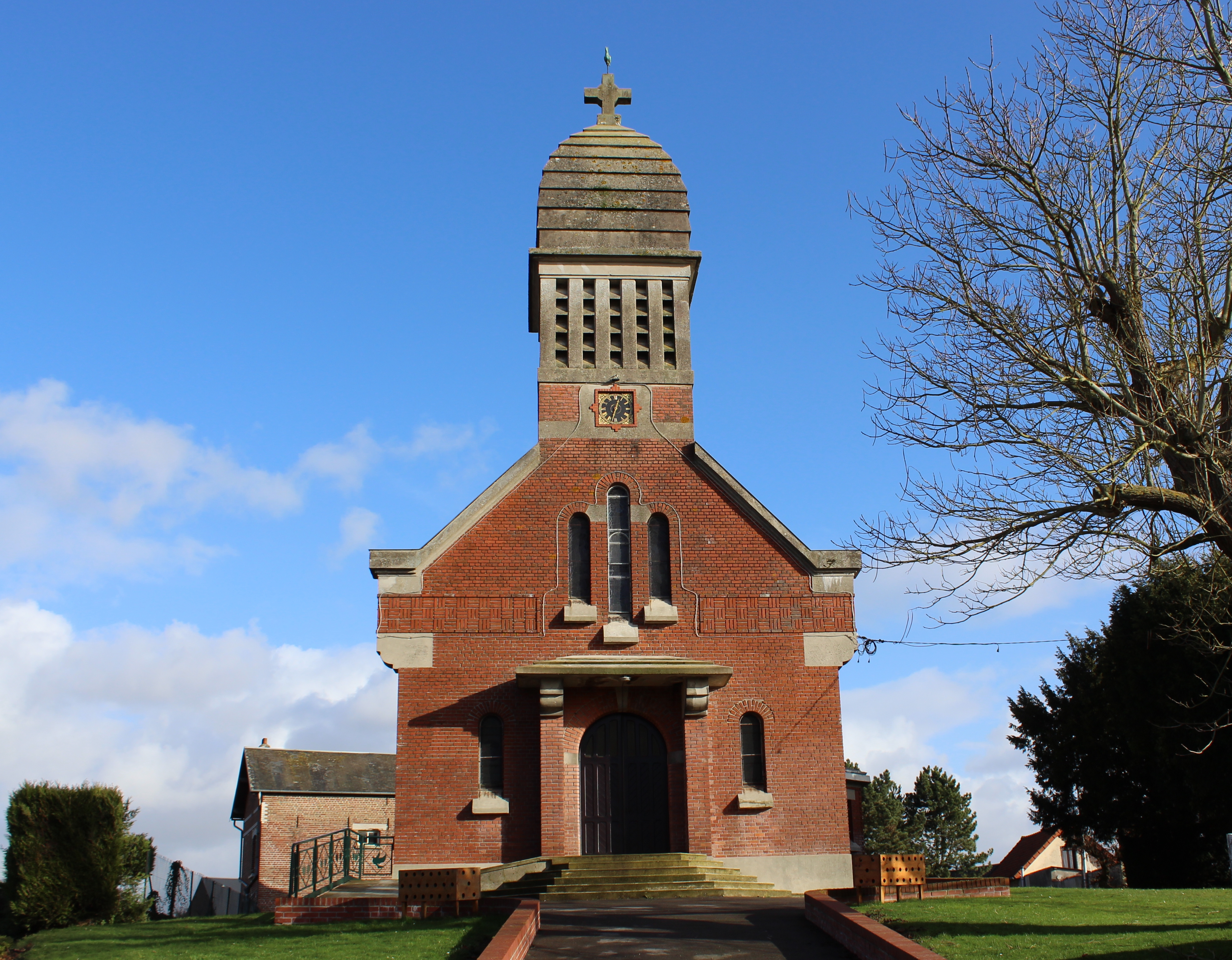
Kirche Saint-Amand
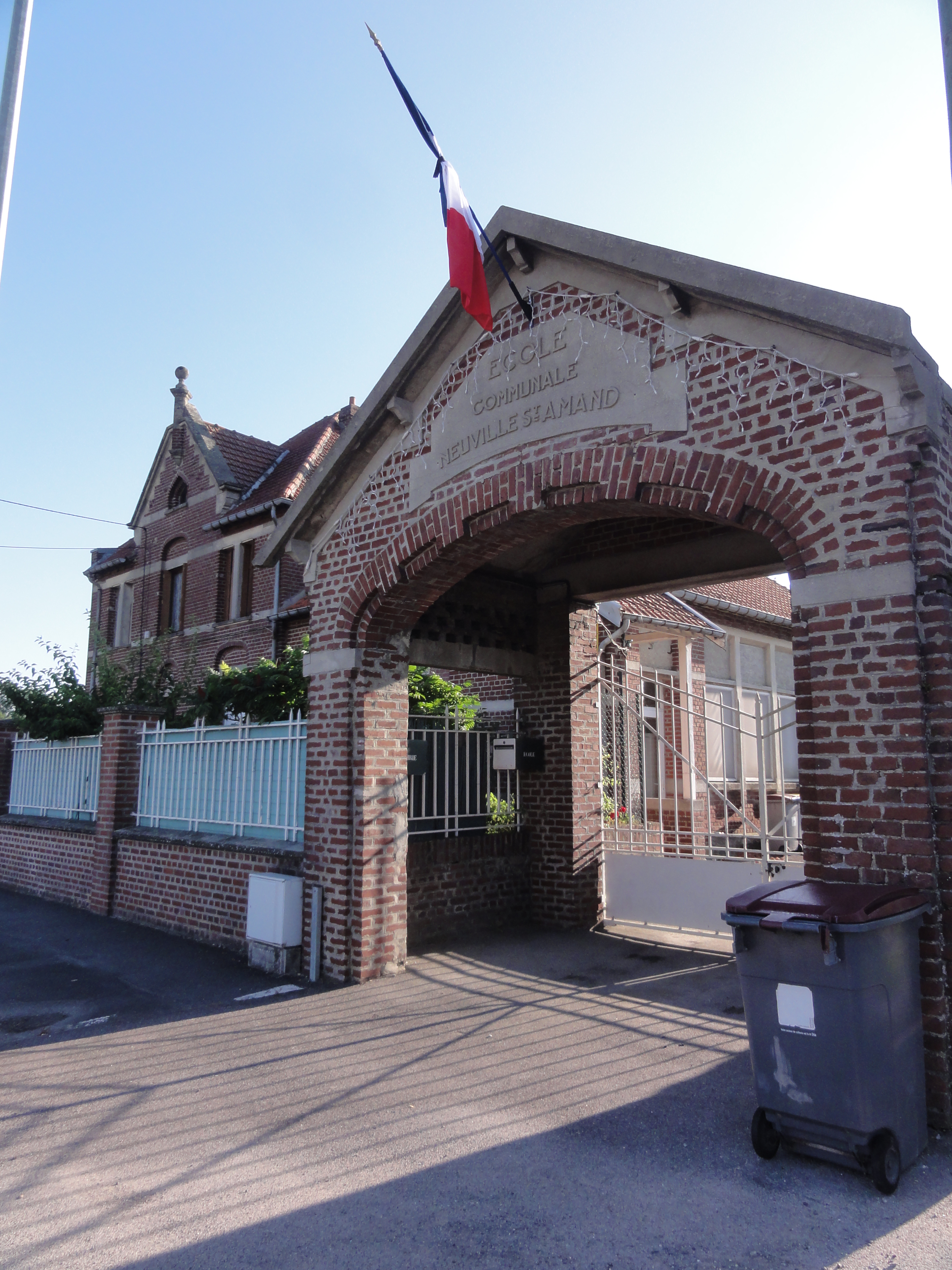
Schule
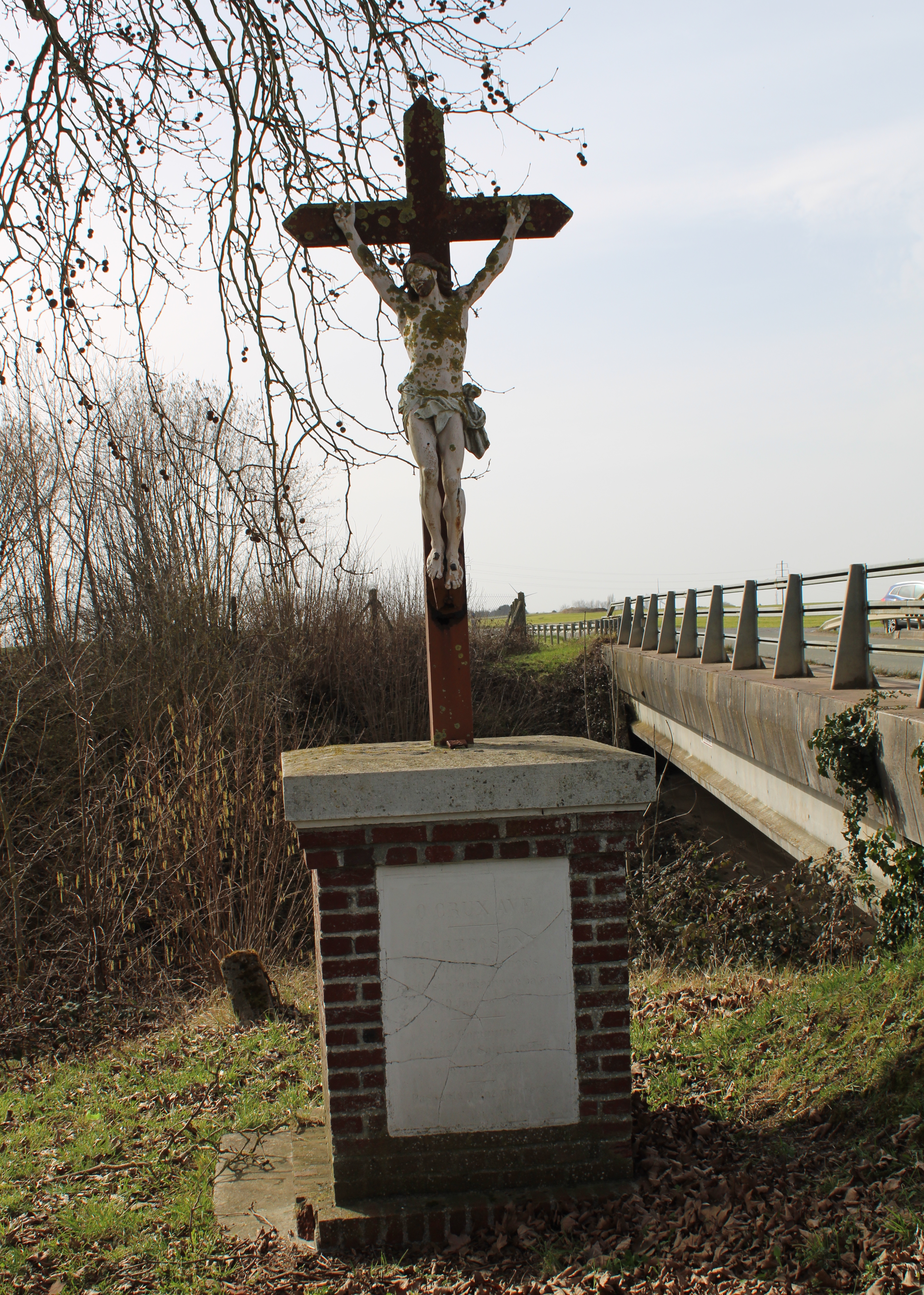
Calvaire
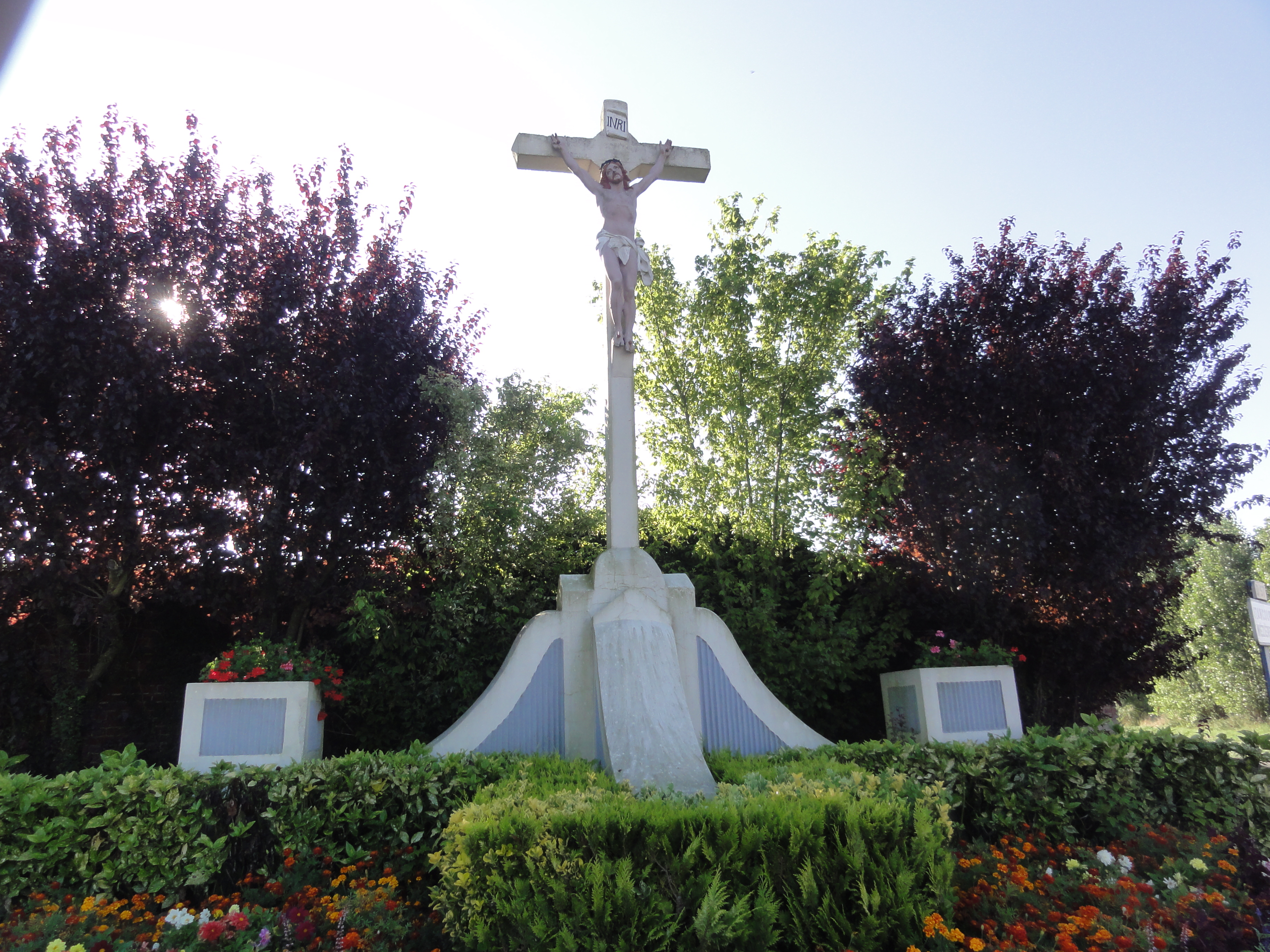
Wegkreuz
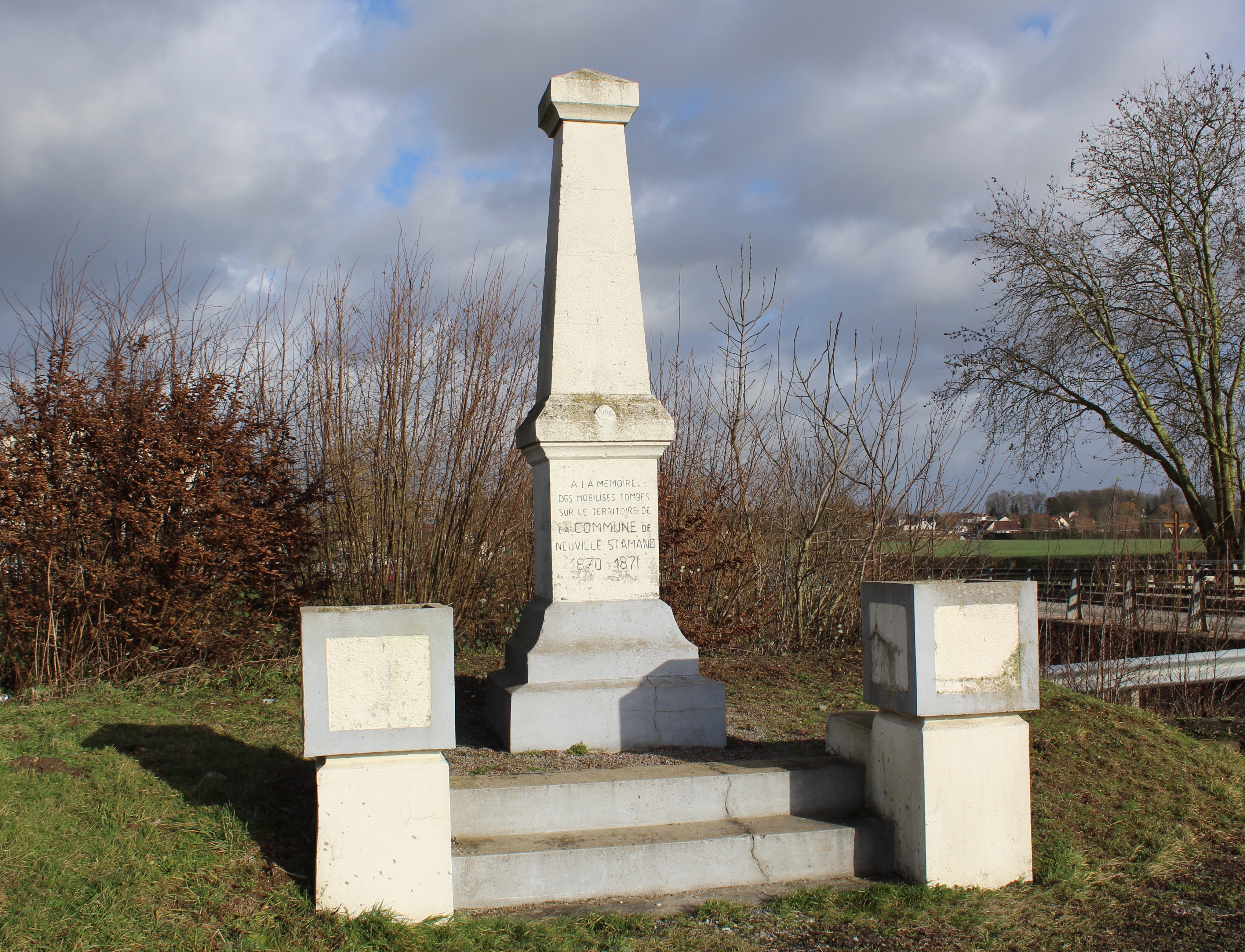
Gefallenendenkmal

- Calvaires
- Schloss

- Kirche Saint-Amand
- Schule
- Calvaire
- Wegkreuz
- Gefallenendenkmal